# Ruská válečná lodi, jdi do prdele!

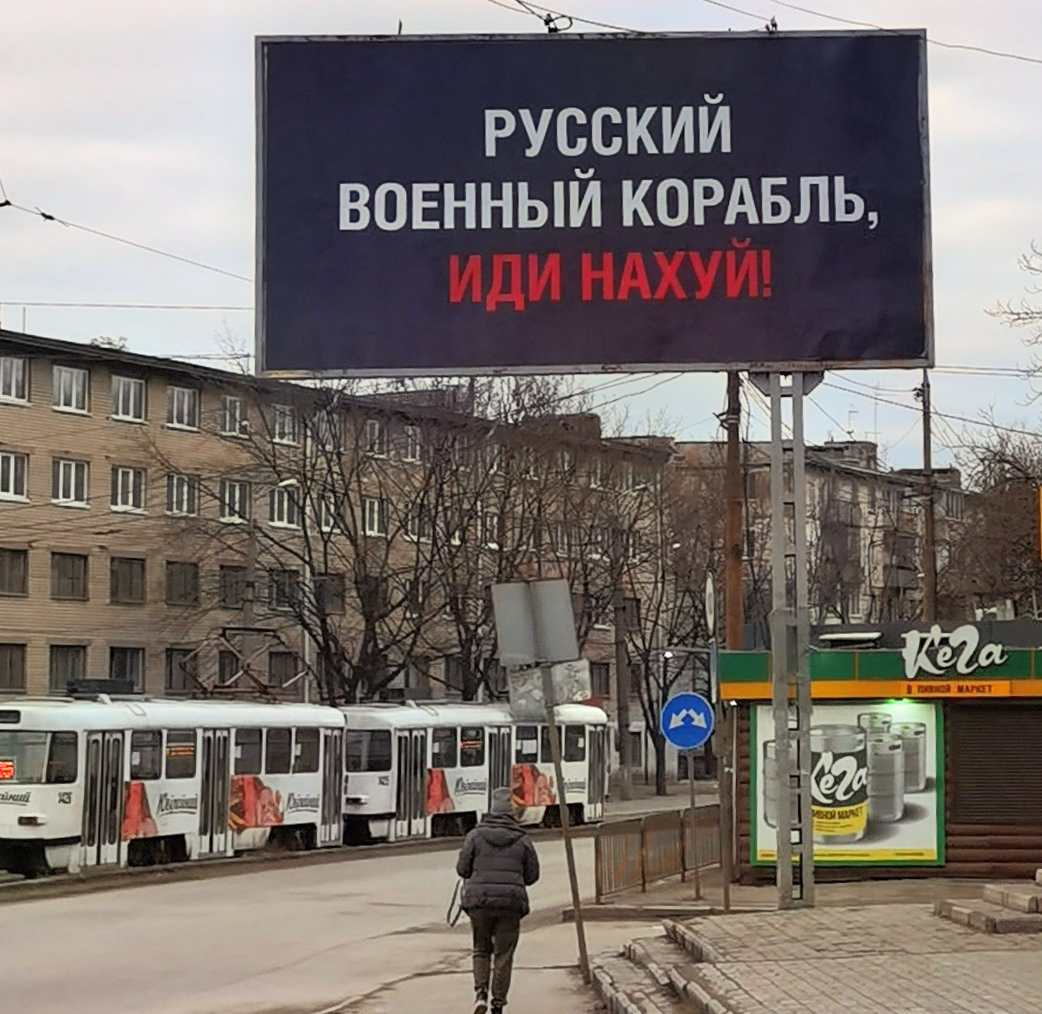
Billboard v ukrajinském městě Dnipro odkazující na událost

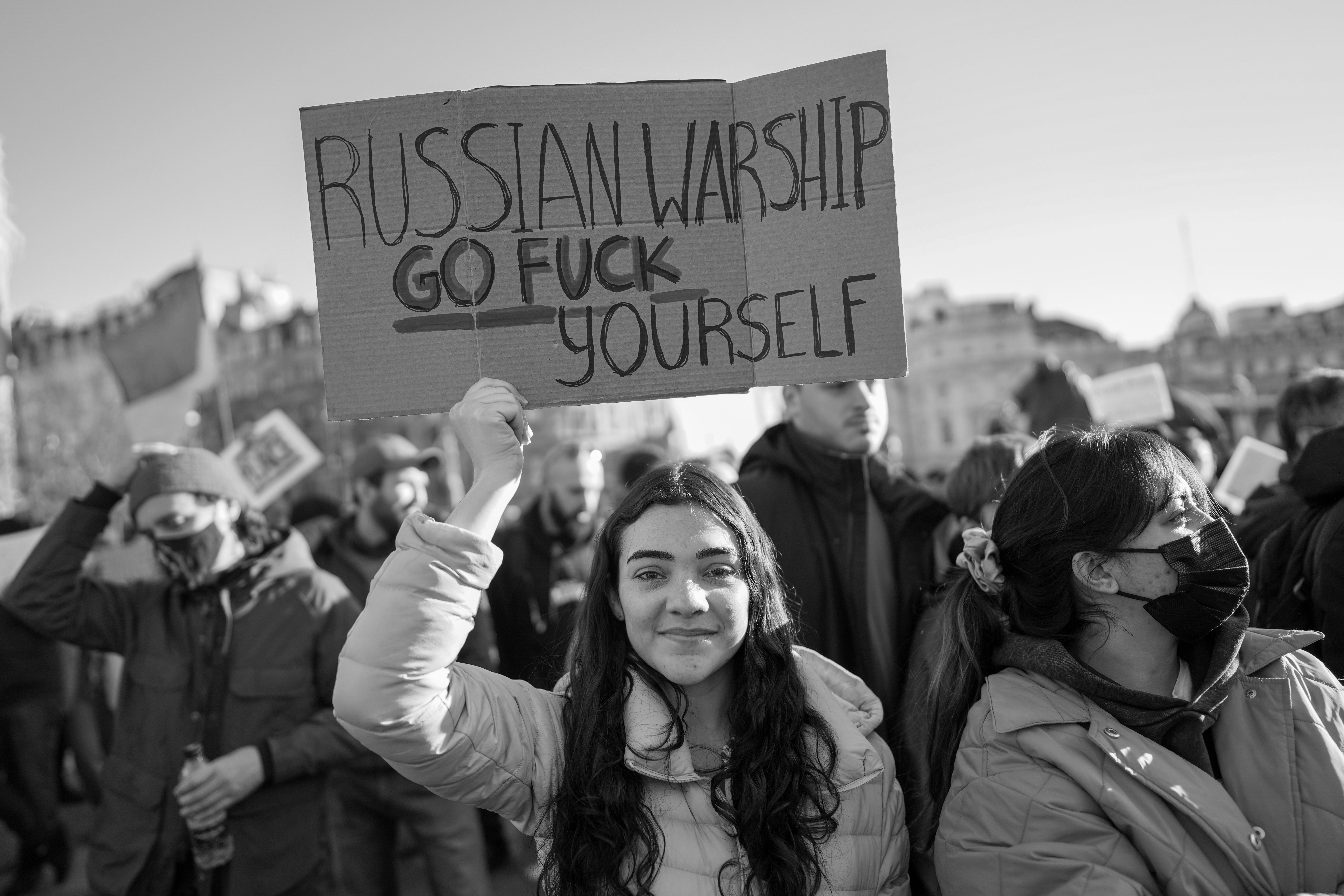
Transparent z protiválečného protestu ve Velké Británii

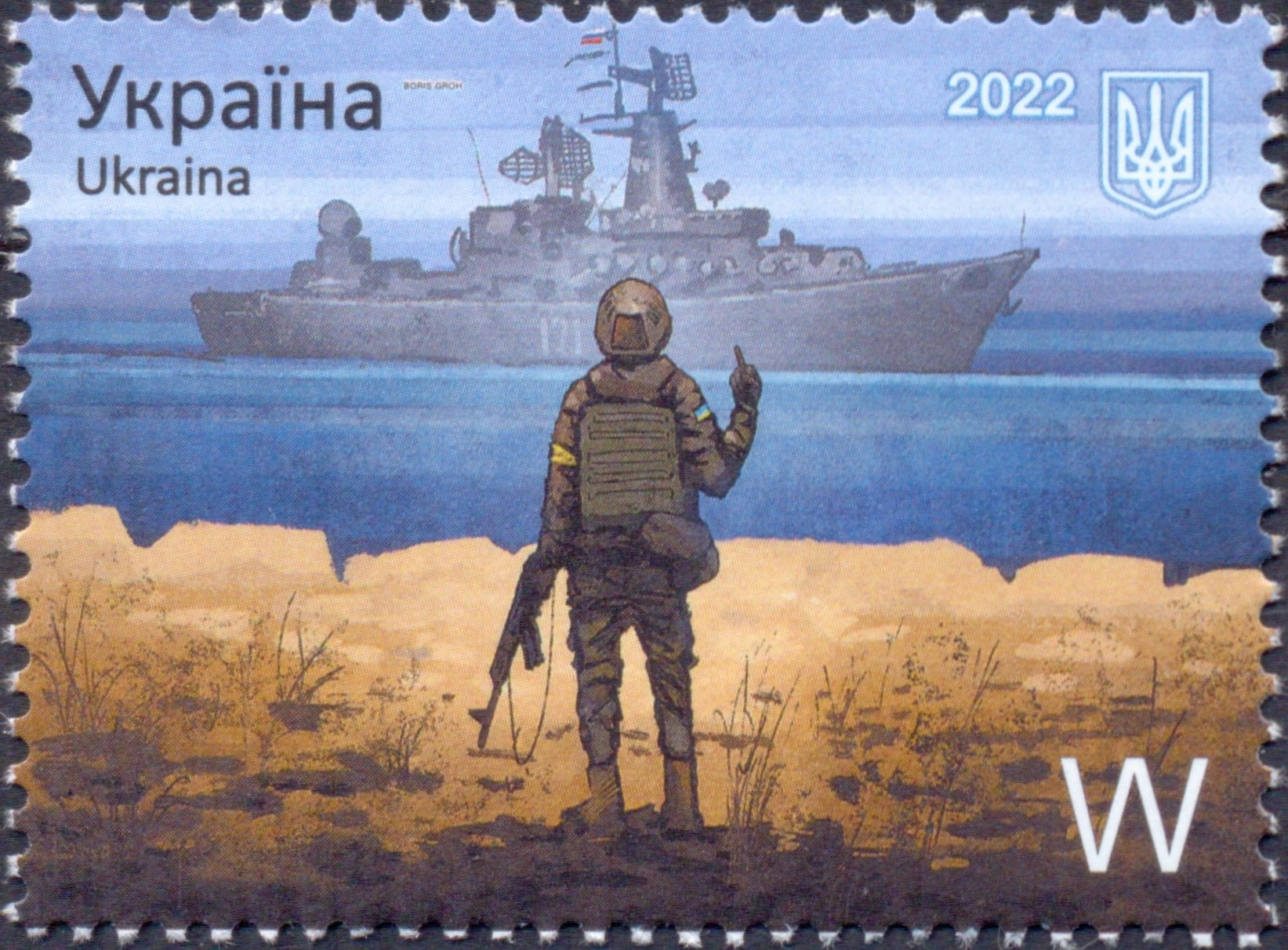
Na motivy událostí u Hadího ostrova byla vydána ukrajinská poštovní známka, a to dva dny před potopením lodi

Ruská válečná lodi, jdi do prdele! (rusky Русский военный корабль, иди нахуй!, tj. Russkij vojennyj korabl, idi nachuj!) jsou slova ukrajinského vojáka Romana Gribova, pohraničníka bránícího Zmijí ostrov před invazí Ruské federace, která pronesl jako odpověď na výzvu ruského námořnictva (konkrétně raketového křižníku Moskva), aby se obránci vzdali a složili zbraně, jinak budou bombardováni. Vtipnou hlášku začali lidé okamžitě používat jako symbol odporu vůči ruské vojenské invazi na Ukrajinu.

## Význam a překlad
Časopis Reflex frázi označil za „hlášku roku“ a používaný český překlad využívající slovo „prdel“ za umírněný. Samotné slovo хуй (chuj) není totiž v ruštině vulgárním označením pro hýždě, nýbrž pro penis. Příčinou rozdílu v českém překladu je odlišnost v typech vulgarismů užívaných v ruštině a češtině. Zatímco ruština upřednostňuje vulgarismy sexuálního typu, čeština se v minulosti pod vlivem němčiny přiklonila k análně-exkrementálnímu (análně-vylučovacímu) typu.

## Používání výroku
Stejných slov použil ukrajinský voják při obraně Oděsy po odpálení raket, když slyšel od spoluobránců, že se podařilo zasáhnout ruskou hlídkovou loď: „Zasáhli jsme je! Ruská válečná lodi, jdi do p*dele!“.
(Ruská hlídková loď Vasilij Bykov (368); podle jiné zprávy byla loď viděna později nepoškozená.)

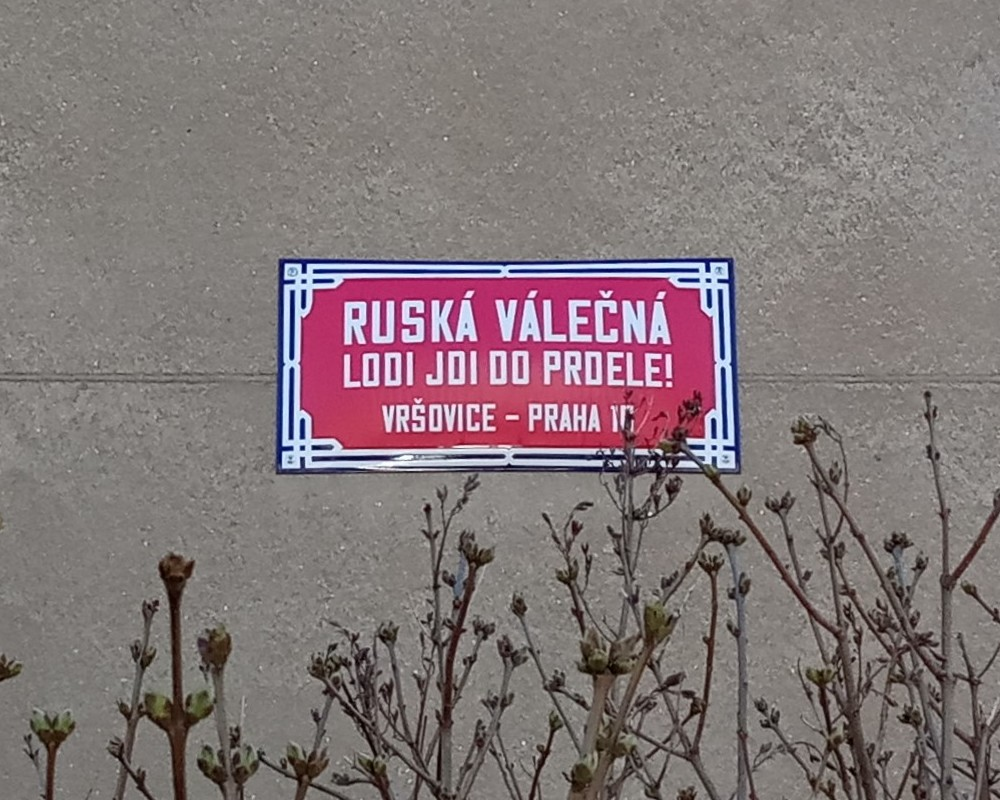
Ozvěna výroku v Praze-Vršovicích, Ruská ulice

Použil jej také gruzínský první důstojník, který těmito slovy odmítl doplnit palivo ruské lodi a doporučil jí použít vesel.
Výrok byl uveřejňován na billboardech a na autobusových zastávkách.
Ukrajinská pošta vyhlásila v březnu 2022 soutěž o grafický návrh na poštovní známku se slovy Romana Gribova. Do soutěže bylo přihlášeno 500 návrhů. Vítězem se stal ukrajinský výtvarník Boris Groh.
V Praze 10 aktivisté neoficiálně přejmenovali ulici Ruská na Ruská válečná lodi, jdi do prdele!.

## Návrat obránců Hadího ostrova do vlasti
Pohraničník Roman Gribov se vrátil 24. března 2022. Po návratu do Čerkaské oblasti dostal 29. března 2022 vojenské vyznamenání od vojenské a civilní správy, které mu předal její šéf Igor Taburec.
Dne 3. ledna 2024 se při 49. výměně od začátku války vrátilo domů 478 lidí včetně ostatních obránců Hadího ostrova. Ukrajině se při devětačtyřiceti výměnách podařilo dostat domů 2828 lidí (přes 4000 Ukrajinců je k 3. lednu 2024 v zajetí).